# کوپ (بایبورد)
کوپ (به ترکی استانبولی: Kop) (به کردی: Qob) (به ارمنی: Կոփ) یک منطقهٔ مسکونی در ترکیه است که در بایبورد واقع شده‌است. کوپ ۶۵۶ نفر جمعیت دارد.